# Rory Patterson
Rory Christopher Patterson, född den 16 juli 1984 i Strabane, är en nordirländsk professionell fotbollsspelare. Hans tidigare klubbar inkluderar bland andra United of Manchester och Derry City.
Han har spelat fem landskamper för Nordirlands landslag.

### Webbkällor
Den här artikeln är helt eller delvis baserad på material från engelskspråkiga Wikipedia, tidigare version.